# 傑克蓋的房子 (2018年電影)
《傑克蓋的房子》（英語：The House That Jack Built）是一部2018年丹麥、法國、德國和瑞典合拍的心理恐怖片，由拉斯·馮·提爾自編自導，麥特·狄倫與布魯諾·甘茲主演。其劇情主要圍繞美國華盛頓州的一名連環殺手傑克（Jack）以及他在過去的十二年中所犯下的謀殺案。
提爾將該片描述是表揚「生命是邪惡且沒有靈魂」的想法。《傑克蓋的房子》最先於2018年5月14日在第71屆坎城影展上首映，這也代表著提爾相隔七年重返該影展。

## 劇情
故事設定於1970年代和1980年代間的美國華盛頓州，一名擁有高智商的連環殺手傑克在過去的十二年中，將自己犯下的多起謀殺案視作藝術，且在警方追緝的期間，傑克不為人知的一面也即將揭曉。

## 演員
- 麥特·狄倫 飾 傑克（Jack）[4]
- 布魯諾·甘茲 飾 弗奇（Verge）[4]
- 鄔瑪·舒曼 飾 第一名女士[3]
- 希奧布翰·法隆·霍甘（英语：Siobhan Fallon Hogan） 飾 第二名女士[1]
- 蘇菲·格拉寶（英语：Sofie Gråbøl） 飾 第三名女士[1]
- 芮莉·克亞芙 飾 辛普兒（Simple）[1]
- 傑瑞米·戴維斯（英语：Jeremy Davies） 飾 艾爾（Al）[7]

## 發行
2017年5月，IFC影業獲得了該片的美國發行權。截至2017年3月，提爾正在與坎城影展會談讓該片出席該影展，雖然他之前被禁止參展。後來，《傑克蓋的房子》被確認出席2018年5月的第71屆坎城影展，但列於「非競賽片」單元。2018年4月19日，釋出首支預告片。

## 外部連結
- 互联网电影数据库（IMDb）上《傑克蓋的房子》的资料（英文）
- 豆瓣电影上《傑克蓋的房子》的資料 （简体中文）